# Андреас Веркмейстер
Андреас Веркмейстер (нім. Andreas Werckmeister; 30 листопада 1645 - 26 жовтня 1706) — німецький теоретик музики, органіст, композитор. Розробив вчення про темперацію, що набули поширення в німецькій музиці епохи бароко. Темперації Веркмейстера застосовуються донині в автентичних інтерпретаціях барокової клавірної музики.

## Біографія

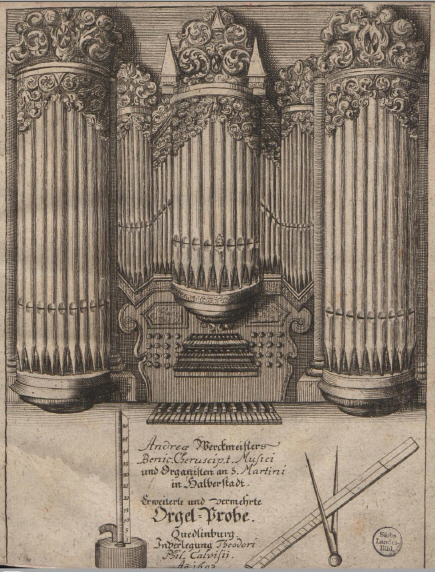
Титульна сторінка трактату А. Веркмейстера «Випробування органу» (2-е видання, 1698)

C 1664 органіст в Гессельфельді, потім в Ельбінгероді, з 1696 в церкві Святого Мартіна в Хальберштадт.

## Наукова діяльність
Основною заслугою Веркмейстера вважається введення в німецьке музикознавство декількох так званих "добрих темперацій", тобто темперацій, що дозволяли грати в усіх тональностях. Веркмейстер детально описав 4 види таких темперації, кожна з яких - нерівномірна. Його праці «Musikalische Temperatur» (1691) і «Orgel-Probe» (1698) справили вплив на Йоганна Себастьяна Баха і, можливо, знайшли відображення в знаменитому творі Баха «Добре темперований клавір»
Ставлення Веркмейстера до рівномірно темперованого строю не було однозначним: приймаючи всі переваги рівномірної темперації, він зазначав, що, не втрачаючи можливості гри в усіх тональностях, «найбільш вживані терції» слід робити чистішими - а цього можна досягти тільки при нерівномірному темперації.
Особливістю поглядів Веркмейстера була сповідувана ним ідея про фундаментальну спорідненість законів музики з законами руху небесних тіл, висхідна до праць Кеплера.

## Музичні твори
Збереглося досить мало музичних творів Веркмейстера. Серед них: збірка п'єс для скрипки і basso continuo «Музичні розваги» («Musicalische Privatlust»; виданий у Кведлінбурзі, 1689); інструментальні, у тому числі органні, твори, що збереглися в рукописах, а також різдвяна кантата «Де народжений Цар Юдейський?» («Wo ist der neugeborne König der Juden»).

## Теоретичні твори
- Musicae mathematicae hodegus curiosus oder richtiger musicalischer Weg-Weiser (1686)
- Musicalische Temperatur (1691)
- Hypomnemata Musica (1697)
- Erweiterte und verbesserte Orgelprobe (1698)
- Die nothwendigste Anmerkungen und Regeln (1698)
- Cribum Musicum (1700)
- Harmonologia Musica (1702)
- Musicalische Paradoxal-Discourse (1707)